# 黒崎播磨
黒崎播磨株式会社（くろさきはりま、英名：KROSAKI HARIMA CORPORATION）は、福岡県北九州市八幡西区に本社を置く、耐火物やファインセラミックスの製造などを行う企業である。主力の耐火物事業は日本国内大手。東京証券取引所プライム市場・福岡証券取引所上場。JPX日経中小型株指数の構成銘柄の一つ。日本製鉄グループに属する。

## 主要事業所
- 本社・八幡工場 - 福岡県北九州市八幡西区東浜町1番1号
- 鹿島工場 - 茨城県神栖市光1-1（日本製鉄鹿島製鉄所構内）
- 千葉工場 - 千葉県千葉市中央区新浜町1番地
- 木更津不定形工場 - 千葉県木更津市築地7番地の1号
- 名古屋マッド工場 - 愛知県東海市東海町5丁目3番地 （日本製鉄名古屋製鉄所構内）
- 赤穂工場 - 兵庫県赤穂市鷆和1061番地
- 備前工場 - 岡山県備前市浦伊部1175番地
- 高砂不定形工場 - 兵庫県高砂市荒井町新浜1丁目3番1号
- 大分マッド工場 - 大分県大分市西ノ州1番地 （日本製鉄大分製鉄所構内）
- 室蘭石灰工場 - 北海道室蘭市仲町65-1

## 沿革

### 黒崎窯業
- 1918年（大正7年）10月14日 - 耐火煉瓦の販売を目的として、黒崎窯業株式会社設立。社長に松本健次郎、取締役に高良淳、大山綱国(高良の義兄、木村駿吉の娘婿)、監査役に安川清三郎が就任[3]
- 1942年（昭和17年）7月 - 大星工場発足。
- 1949年（昭和24年）
  - 5月16日 - 東京証券取引所・大阪証券取引所に株式を上場。
  - 6月 - 福岡証券取引所に株式を上場。
- 1953年（昭和28年）6月 - 黒崎築炉株式会社（後の黒崎炉工業株式会社）を設立。
- 1956年（昭和31年）10月 - 八幡製鐵が資本参加。大星工場を分離し、黒崎炉材株式会社を設立。
- 1961年（昭和36年）8月 - 岸和田工場操業開始。
- 1964年（昭和39年）
  - 4月 - 千葉工場操業開始。
  - 9月 - 堺工場操業開始。
- 1967年（昭和42年）9月 - 泉佐野工場（現・イオンモール日根野）操業開始。
- 1969年（昭和44年）9月 - 木更津工場（現・木更津不定形工場）操業開始。
- 1977年（昭和52年）3月 - 岸和田工場閉鎖。
- 1985年（昭和60年）4月 - ファインセラミックス事業部門発足。
- 1986年（昭和61年）5月 - セラミックス開発センター開設。
- 1989年（平成元年）10月 - スペインのAMR Refractarios,S.A.（現・Krosaki Amr Refractarios,S.A.）を買収し、子会社化。
- 1991年（平成3年）4月 - 泉佐野工場閉鎖。
- 1992年（平成4年）9月 - 堺工場閉鎖。
- 1995年（平成7年）4月 - 中国に合弁会社無錫黒崎蘇嘉耐火材料有限公司を設立。
- 1999年（平成11年）4月 - 黒崎炉工業株式会社を合併、ファーネス事業部発足。

### ハリマセラミック
- 1950年（昭和25年）4月1日 - 日本製鐵分割に伴い、播磨耐火煉瓦設立。
- 1988年（昭和63年）10月1日 - ハリマセラミックに社名変更。

### 黒崎播磨発足後
- 2000年（平成12年）4月1日 - 黒崎窯業とハリマセラミック（旧・播磨耐火煉瓦）が合併、黒崎播磨株式会社に社名変更。
- 2002年（平成14年）5月 - 九州耐火煉瓦株式会社を子会社化。アメリカにkrosaki USA Inc.を設立。
- 2003年（平成15年）12月7日 - 大阪証券取引所上場廃止。
- 2004年（平成16年）1月 - 東芝セラミックス株式会社（現・クアーズテック）と共同で株式会社SNリフラテクチュア東海を設立。
- 2007年（平成19年）
  - 3月 - SNリフラテクチュア東海を子会社化。
  - 8月 - 九州耐火煉瓦を株式交換により完全子会社化。
- 2012年（平成24年）
  - 2月 - 営業企画部員らによるインサイダー取引が発覚[4]。
  - 7月 - 九州耐火煉瓦を吸収合併。
- 2019年（平成31年）3月31日 - 新日鐵住金株式会社（4月1日付で日本製鉄株式会社に商号変更）が親会社に該当することとなった[5]。

## その他
- 本社敷地内に位置する妙見山（41メートル）は、250万年前の火山である[6]。
- 昭和36年、陸上競技部発足[7]。全日本実業団駅伝に出場し第12回大会で6位、第68回大会で4位入賞した他、別府大分毎日マラソンや福岡国際マラソンに出場している。小西祐也・園田隼・田尻裕一らが所属している。

## 関連会社
- 黒崎播磨セラコーポ株式会社 - 2010年4月1日、株式会社K&Kを存続会社として黒崎産業、黒崎機工と合併し商号変更。2021年4月1日、黒崎播磨に吸収合併され消滅[1]。
- 株式会社SNリフラテクチュア東海
- 有明マテリアル株式会社
- 新日本サーマルセラミックス株式会社
- Krosaki Amr Refractarios,S.A. （スペイン）
- 無錫黒崎蘇嘉耐火材料有限公司 （中国）
- Krosaki USA Inc. （アメリカ）